# الخط الزمني لأحداث العنف المتعلقة بتداعيات الحرب الأهلية السورية في لبنان (2011–2014)
أنتجت الحرب الأهلية السورية منذ بدايتها قدراً كبيراً من الفتنة والاضطرابات في دولة لبنان. قبل معركة عرسال في آب / أغسطس 2014 حاول الجيش اللبناني الابتعاد عنها وكان العنف في الغالب بين مختلف الفصائل داخل البلد، وكان التدخل السوري العلني مقصوراً على الغارات الجوية والتوغلات العرضية.

## الحوادث المبكرة

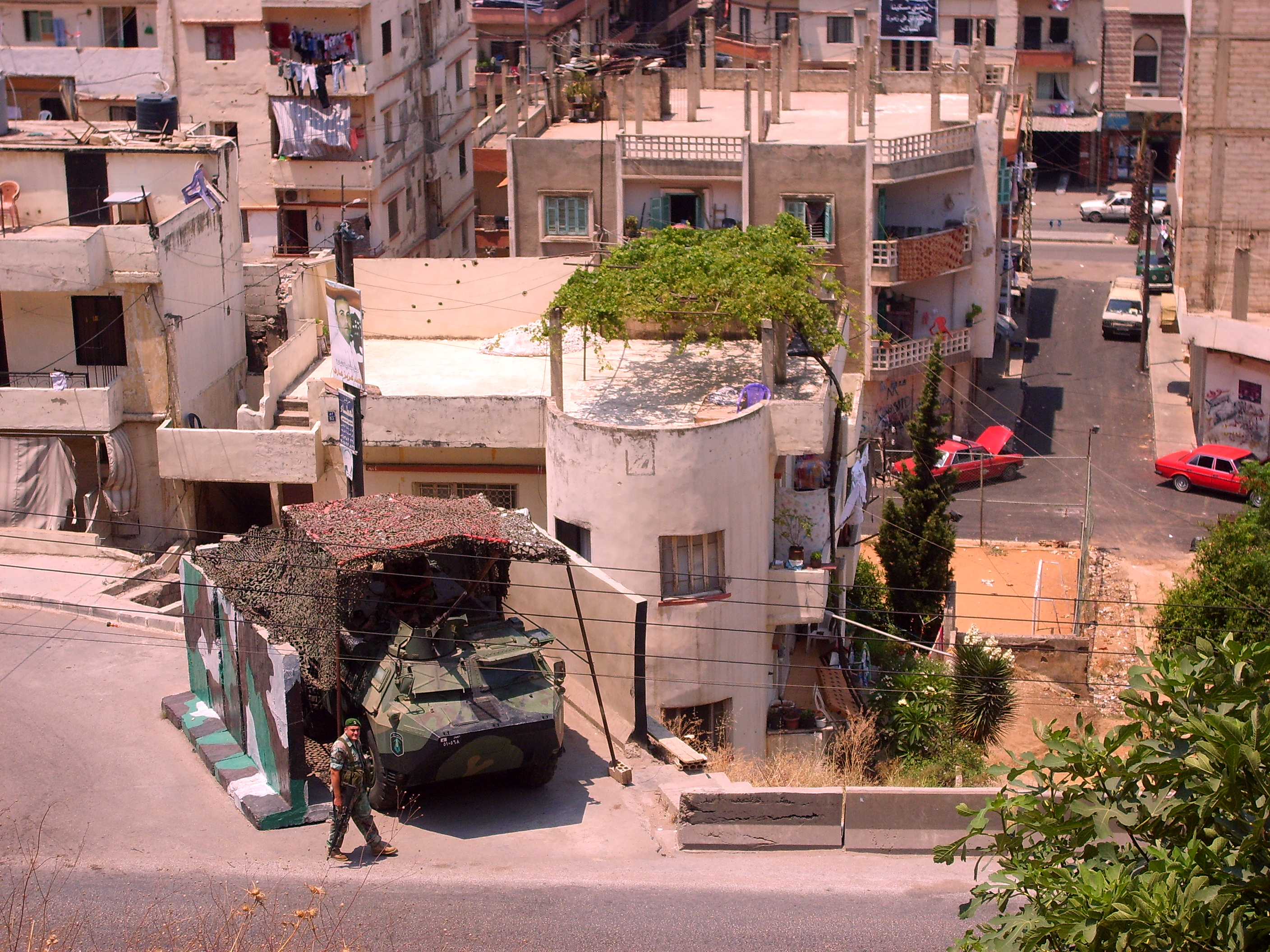
أفراد الجيش اللبناني في شارع سوريا ، يحرسون الحدود بين باب التبانة وجبل محسن في عام 2011

وقعت اشتباكات في طرابلس أسفرت عن قُتل سبعة أشخاص وجُرح 59 آخرون وفي 17 يونيو 2011. اندلعت الاشتباكات بعد مظاهرة مساندة للمتظاهرين السوريين. اندلع القتال بين مسلحين متمركزين في أحياء جبل محسن (معظمهم من العلويين الذين يدعمون الحكومة السورية) وباب التبانة (معظمهم من السنة يدعمون الانتفاضة السورية). وكان من بين القتلى جندي بالجيش اللبناني ومسؤول من الحزب الديمقراطي العربي العلوي.
في الفترة من 10 إلى 11 فبراير 2012، توفي شخصان  أو ثلاثة في قتال في أحياء جبل محسن وباب التبانة بطرابلس. أدى تدخل الجيش اللبناني إلى إصابة ستة جنود.
في 29 أبريل 2012، صادرت البحرية اللبنانية شحنة كبيرة من الأسلحة والذخيرة على متن سفينة الحاويات «لطف الله الثاني» والتي كانت متجهة إلى ميناء طرابلس في شمال لبنان قبل اعتراضها. بدأت السفينة رحلتها من ليبيا ويعتقد بشكل عام أن الشحنة كانت موجهة للمتمردين في سوريا. كما أصيب أربعة أشخاص خلال اشتباك بين مؤيدي المعارضة السورية وأنصار الأسد من حركة التوحيد.

## مايو 2012 اشتباكات باب التبانة - جبل محسن
في مايو / أيار 2012 طالب السلفيون بالإفراج عن الإسلامي السني شادي المولوي الذي قُبض عليه بتهمة الانتماء إلى منظمة إرهابية.
أثار اعتقال المولوي جولة جديدة من القتال بين الإسلاميين والعلويين في طرابلس. قُتل شخصان إلى أربعة أشخاص عندما اندلع القتال في ليلة 12 مايو 2012. في مساء يوم 12 مايو استخدمت القذائف الصاروخية في منطقة العلويين وفي الأحياء السنية المحيطة بالمدينة الساحلية. قبل ساعات من الاشتباكات تبادلت القوات اللبنانية إطلاق النار مع مجموعة من الإسلاميين الذين يحتجون في طرابلس من أجل إطلاق سراح المشتبه بالإرهاب. حاول الإسلاميون الاتصال بمكاتب الحزب السوري القومي الاجتماعي الموالي لسوريا. إجمالاً ثلاثة من القتلى كانوا من المدنيين السنة بينما كان أحدهم ضابطًا بالجيش.
استمر القتال في 14 مايو مما أسفر عن مقتل خمسة من العلويين والسنة. ثم انتشر الجيش في المنطقة في 15 مايو واشترك في معارك بالأسلحة التي خلفت ثمانية جرحى بينهم جندي. بحلول 16 أيار / مايو خلفت الاشتباكات 11 قتيلاً بمن فيهم جندي.
بحلول 18 مايو كان ما مجموعه 12 شخصًا قد لقوا مصرعهم وأصيب أكثر من 100 في الاشتباكات.

## مقتل أحمد عبد الواحد
في 20 أيار / مايو 2012 قُتل رجل الدين السنى اللبناني البارز أحمد عبد الواحد ومساعده محمد مرعب على يد الجيش اللبناني عندما فشلوا في توقيفه عند نقطة تفتيش في عكار. دفع موته المتظاهرين إلى قطع الطرق في أجزاء كثيرة من البلاد بالإطارات محترقة.
في اليوم التالي تم القبض على 22 من أفراد الجيش الحاضرين في إطلاق النار. في 22 مايو تم إطلاق سراح الإسلامي شادي المولوي في طرابلس.
في 24 مايو هدد المتظاهرون الإسلاميون في طرابلس بأن تظاهراتهم ستنتشر في جميع أنحاء لبنان إذا لم يتم إطلاق سراح نحو 180 إسلامياً واتهموا بالمشاركة في النزاع اللبناني عام 2007.

## اشتباكات بيروت
في 20 أيار / مايو 2012 في الليلة التي تلت مقتل الشيخ عبد الواحد اندلعت اشتباكات في حي طارق الجديد ببيروت بين مسلحين سنة مسلحين من تيار المستقبل وسنة التيار العربي مما أسفر عن مقتل ثلاثة وإصابة عشرة وإحداث توتر أمني الوضع في العاصمة والبلد ككل.
في 6 سبتمبر 2012 جُرح شخصان في معارك بالأسلحة النارية بين أعضاء تيار المستقبل في بيروت وتم نشر الجيش في المنطقة.

## عمليات الخطف
في مايو / أيار 2012 اختطف أعضاء من المعارضة السورية ثلاثة لبنانيين موالين لسوريا في قرية زيتا بالقرب من الحدود السورية. ردا على ذلك تم اختطاف 60 عاملا سوريا ثم تم تبادل الأسرى في 16 مايو.
في 22 مايو تم اختطاف ما لا يقل عن 16 حاج شيعي لبناني على أيدي الجيش السوري الحر في حلب. ونفى الجيش السوري الحر مسؤوليته وألقى باللوم على ما وصفوه بعصابات المافيا وذكروا أنهم سيساعدون على إطلاق سراح الحجاج. قال الخاطفون إنهم سيفرجون عن الحجاج إذا اعترف لبنان بالمعارضة السورية. من بين الرهائن الـ 11 المحتجزين تم إطلاق سراح واحد في 25 أغسطس.
في أواخر مايو تم اختطاف اثنين من المزارعين اللبنانيين ونقلهم إلى سوريا على أيدي القوات الحكومية الموالية لسوريا. وتوسط رفعت عيد من الحزب الديمقراطي العربي لإطلاق سراحهم  الذي تم في 3 يونيو.
تم اختطاف عدة أشخاص رداً على عمليات خطف أخرى في يونيو. في 25 أغسطس تم اختطاف مواطن كويتي في حوش الغنام في وادي البقاع.
اختطفت عشيرة المقداد الشيعية مجموعة من 20 شخصًا معظمهم أعضاء مزعومين في الجيش السوري الحر وكذلك تركي رداً على اختطاف حسن المقداد في 13 أغسطس 2012 من قبل الجيش السوري الحر. هدد الفرع المسلح للعشيرة هدد بمزيد من الأعمال إذا لم يتم إطلاق سراح حسن المقداد. تم إطلاق سراح العديد من الأشخاص الآخرين الذين تم اختطافهم في وقت سابق لأنهم لا ينتمون إلى الجيش السوري الحر. نتيجة لعمليات الاختطاف والتحذيرات حذرت المملكة العربية السعودية وقطر وتركيا ودول الخليج العربية الأخرى مواطنيها من الذهاب إلى لبنان. وقال حسن نصر الله زعيم حزب الله إن الوضع أصبح خارج عن السيطرة وبدوره أثار انتقادات لحزب الله بحلول 14 مارس.

## اشتباكات طرابلس (يونيو- يوليو)
في 30 أيار / مايو 2012 أصيب شخصان بجروح في اشتباكات بين حيي باب التبانة وجبل محسن.
في 2-3 يونيو قُتل 15 شخصًا وجُرح أكثر من 60 شخصًا في اشتباكات حول طرابلس. نتيجة للقتال دخل الجيش من جديد إلى شارع سوريا الذي يقسم الأحياء المتحاربة. في أعقاب إعلان وقف إطلاق النار خلال ليلة 3 يونيو أصيب شرطي وجندي واحد.
في 8 يونيو قُتل شخص وجُرح ثلاثة آخرون حينما أطلق النار على الحي العلوي في طرابلس.
في 25 يونيو وقعت اشتباكات بين عائلات تدعم مختلف الفصائل السياسية في المنيا شمال لبنان.
في 18 يوليو قُتل شخص وأصيب العديد خلال الاحتفالات المناهضة للنظام السوري في طرابلس في أعقاب تفجير أدى إلى مقتل عدة وزراء سوريين.
في 27 يوليو طعن رجلان كانا في طريقهما إلى جبل محسن مما أدى إلى وقوع اشتباكات.

## اشتباكات قرب الحدود اللبنانية السورية
في بداية صيف 2012 قُتل مقاتلان من حزب الله في اشتباك مع المتمردين السوريين الذين كانوا على الأراضي اللبنانية.
في 17 سبتمبر أطلقت طائرة سورية صواريخ علي الأراضي اللبنانية بالقرب من عرسال. أعلن أن الطائرات كانت تطارد المتمردين في المنطقة المجاورة. دفع الهجوم الرئيس ميشال سليمان إلى بدء تحقيق.
في 22 سبتمبر هاجم عناصر من الجيش السوري الحر نقطة حدودية بالقرب من عرسال. وذكر أن هذا هو التوغل الثاني في غضون أسبوع. تم طرد المجموعة في التلال من قبل الجيش اللبناني الذي احتجز بعض المتمردين وأفرج عنهم لاحقًا بسبب ضغوط من السكان المحليين المحترمين. أشاد ميشال سليمان بالإجراءات التي اتخذها الجيش باعتبارها تحافظ على موقف لبنان المحايد. وقد دعت سوريا مرارًا وتكرارًا إلى قمع مكثف للمتمردين الذين تزعم أنهم يختبئون في البلدات الحدودية اللبنانية.
في 11 أكتوبر / تشرين الأول 2012 أصابت قذائف أطلقها الجيش السوري على القاع حيث تسببت حوادث القصف السابقة في سقوط قتلى. لم يتغير موقف لبنان من تجاهل الهجمات.
في أكتوبر / تشرين الأول نفى حسن نصر الله أن حزب الله كان يقاتل إلى جانب الجيش السوري لكن اللبنانيين في سوريا كانوا يحمون القرى اللبنانية المأهولة من الجيش السوري الحر فقط.

## اشتباكات مخيم اللاجئين في يونيو 2012
في 16 يونيو 2012 قُتل رجل فلسطيني وأصيب ثمانية آخرون في اشتباكات مع الجيش اللبناني في مخيم نهر البارد للاجئين. في 18 يونيو قُتل فلسطينيان وأصيب 10 آخرون في المخيم وقُتل فلسطيني في مخيم عين الحلوة أثناء احتجاج الجيش اللبناني. في 27 يونيو اندلعت اشتباكات في مخيم برج البراجنة دون وقوع إصابات.

## اعتصام الشيخ أحمد الأسير
قام رجل الدين السني الشيخ أحمد الأسير وأنصاره بالاعتصام في صيدا للاحتجاج على أسلحة حزب الله. أدى ذلك إلى اشتباكات بين مؤيدي عسير وأعضاء في المنظمة الناصرية الشعبية. تعرض مصور وكالة فرانس برس للضرب خلال الاشتباك. في اليوم التالي، نُظمت احتجاجات مضادة.
في 8 أغسطس 2012 أسفر تبادل لإطلاق النار بين مؤيدي ومنافسي الأسير عن إصابة خمسة أشخاص بينهم امرأتان.

## اعتقال ميشال سماحة
في 9 أغسطس 2012 اعتقلت الشرطة اللبنانية الوزير السابق ميشال سماحة الذي تم اتهامه لاحقًا بالتحريض على الفتنة الطائفية من خلال «الهجمات الإرهابية» نيابة عن الحكومة السورية. كما اتهمت المحكمة اثنين من مسؤولي الجيش السوري رئيس مكتب الأمن القومي السوري علي مملوك والعميد عدنان. يقال إن سماحة اعترفت بالتخطيط لتنفيذ عدة تفجيرات في شمال لبنان. دعا تحالف 14 آذار إلى إجراء تحقيق سريع وإذا تأكد ذلك يتم قطع فوري للعلاقات مع سوريا. وفي الوقت نفسه رفض تحالف 8 آذار الحاكم اعتقال سماحة.

## اشتباكات طرابلس
في 9 أغسطس 2012 اشتبك أنصار حزب الله من حركة التوحيد مع السلفيين في طرابلس.
في 20 و 21 أغسطس / آب قُتل 12 شخصًا وأصيب أكثر من 100 شخص بينهم 15 جنديًا في اشتباكات بين المسلمين السنة والعلويين في طرابلس ووفقًا للمصادر الأمنية والطبية. اثنان على الأقل من القتلى من جبل محسن وخمسة من باب التبانة. أصيب خمسة من الجنود بإطلاق نار وخمسة آخرين بعد إلقاء قنبلة يدوية على نقطة تفتيش تابعة للجيش.
في 22 أغسطس نشر الجيش اللبناني قواته في الأحياء المتناحرة. ومع ذلك تكبد الجيش خسائر فادحة واضطر للتراجع بعد فتح حوار مع قادة المجتمع تمكن الجيش من التوصل إلى وقف لإطلاق النار بين الطرفين.
تم وقف وقف إطلاق النار في 23 أغسطس مع اندلاع اشتباكات جديدة في أنحاء المدينة. ونشر الجيش اللبناني دباباته في الأحياء.
في 24 أغسطس اندلع قتال بين المقاتلين السنة والعلويين في حيي القبة وجبل محسن. تم إحراق ما لا يقل عن 7 متاجر مملوكة للعلويين في الأحياء السنية. تصاعد القتال بعد وفاة رجل الدين السني خالد البرادعي برصاص قناص خلال مناوشات الصباح. وكان الشيخ البرادعي قائدًا للمقاتلين الإسلاميين السنة. كما أصيب اثنان من الصحفيين خلال قتال اليوم.

## اغتيال وسام الحسن
في 19 أكتوبر 2012 تسبب انفجار سيارة مفخخة في مقتل ثمانية أشخاص في الأشرفية، بمن فيهم وسام الحسن رئيس مكتب المخابرات لقوات الأمن الداخلي. أصيب 78 آخرين في الانفجار. واعتبر أكبر هجوم في العاصمة منذ عام 2008. كانت هناك تكهنات بأن سوريا أو حلفائها كانوا وراء الهجوم. وكان الحسن قد قاد التحقيق الذي ورط سوريا وحليفها حزب الله في مقتل رفيق الحريري. ومع ذلك كان الحسن نفسه أيضًا من المشتبه بهم الرئيسيين خلال التحقيق في قضية الحريري وكان على صلة وثيقة بالمخابرات السعودية وقيل إن لديه صلات بالموساد.
أثار الاغتيال اضطرابات عنيفة في جميع أنحاء البلاد. دعا عدد من تلفزيون المستقبل حشدًا للتوجه نحو السراي الكبير ثم اشتبك المحتجون مع الشرطة. أقام مسلحون سنة نقاط تفتيش لتفحص هوية المارة.
بعد وفاة وسام الحسن اتهم سعد الحريري السوريين مباشرة بالوقوف وراء الهجوم  بينما دعت حركة المستقبل رئيس الوزراء نجيب ميقاتي إلى الاستقالة على الفور. قُتل الشيخ عبد الرزاق الأسمر من حركة التوحيد الإسلامي في طرابلس في نفس اليوم عندما سيطر مسلحون مؤيدون للحريري على طرابلس واشتبكوا مع المسلحين.
في 21 أكتوبر وقعت اشتباكات عنيفة في جميع أنحاء البلاد. قُتلت فتاتان صغيرتان ورجل أثناء اشتباكات بين باب التبانة وجبل محسن. في الليلة التالية اشتبك مسلحون مؤيدون للحريري مع خصومه في حي طارق الجديدة في بيروت. قُتل اثنان من السنة وعلوي في طرابلس وأصيب 15 شخصًا في 22 أكتوبر. في المجموع خلفت الاشتباكات في الفترة من 19 إلى 23 أكتوبر 10 قتلى و 65 جريحا.
في 24 أكتوبر، اشتبك متظاهرو تيار المستقبل مع الجيش اللبناني.

## صراع صيدا
في 11 نوفمبر 2012، قُتل ثلاثة أشخاص وأصيب أربعة آخرون بعد اشتباك مؤيدي رجل الدين السلفي أحمد الأسير مع أنصار حزب الله في مدينة صيدا الجنوبية. صرح الأسير أنه يفكر في تشكيل «مجموعة مقاومة مسلحة».

## حادثة تل كلخ
في 30 نوفمبر 2012 قتل ما بين 14 و 20 إسلامياً من شمال لبنان وكذلك فلسطيني، في كمين في تل كلخ بالقرب من الحدود اللبنانية. كانو قد ذهبوا إلى سوريا للقتال إلى جانب المتمردين السوريين.
في 2 ديسمبر اشتبك الجنود اللبنانيون مع المتمردين السوريين بالقرب من الحدود السورية.

## تجدد العنف في طرابلس
قُتل ما لا يقل عن 12 شخصًا وأصيب 73 في طرابلس في الفترة بين 4 و 6 ديسمبر 2012، في اشتباكات عنيفة اندلعت عقب حادث تل كلخ.

## اشتباك صيدا الثاني
في 3 كانون الثاني (يناير) 2013 قُتل شخص وأصيب ثلاثة خلال اشتباكات بين المنظمة الناصرية الشعبية وكتائب المقاومة التابعة لحزب الله. في اليوم التالي عثر الجيش على جثة رجل فلسطيني في صيدا.

## الهجوم على موكب فيصل كرامي
في 18 يناير 2013 تعرض موكب الوزير فيصل كرامي لهجوم في طرابلس من قبل المتظاهرين الذين اعتصموا وطالبوا بالإفراج عن الإسلاميين المسجونين لكونهم أعضاء في جماعة فتح الإسلام وأصيب خمسة.

## اشتباكات عرسال
في 1 فبراير 2013 اشتبك الجنود اللبنانيون مع مسلحين سلفيين في قرية عرسال بالقرب من الحدود السورية عندما حاول الجيش اعتقال أحد الأصوليين هناك. قتل جنديان وجرح ثمانية. بعد ذلك جلب الأصوليون جثتي القتلى إلى ساحة البلدة واحتفلوا بها.

## استمرار العنف في طرابلس
قُتل شخص واحد على الأقل وأصيب أربعة عندما اندلعت الاشتباكات في طرابلس في 20 مارس 2013. ومن بين المصابين جندي لبناني وشقيقه وكلاهما من حي جبل محسن. خلفت اشتباكات أخرى قتيلاً وجريحاً بينما تبادل المسلحون النار بالقذائف الصاروخية. تم نشر الجيش اللبناني في شارع سوريا وتمكن من إنقاذ ستة من العلويين الذين تم اختطافهم.
في 19 و 20 مايو 2013 قُتل مدنيان وجنديان في الجيش. بحلول 22 مايو قتل 12 شخصًا منذ بدء القتال. انسحب الجيش اللبناني من المدينة في 23 مايو بعد استهدافه. قتل ستة آخرون في الليلة التالية حيث استخدمت قذائف الهاون لأول مرة. 31 قُتلوا بحلول 26 مايو. قُتل ستة آخرون بحلول 4 مايو خلال 24 ساعة. بعد ذلك اقتحم الجيش جبل محسن.

## الهجمات الصاروخية على بيروت والهرمل
في 26 أيار (مايو) 2013 أصاب صاروخان الضاحية الجنوبية لبيروت التي يسيطر عليها حزب الله مما أسفر عن إصابة خمسة أشخاص بينما تسبب صاروخان آخران في إلحاق أضرار في المباني في مدينة الهرمل. وقد تم إلقاء اللوم على المتمردين السوريين في الهجوم حيث وعدوا بمهاجمة حزب الله انتقاما لتورطه في القصير.

## هجوم عرسال الثاني
قام مسلحون بمهاجمة جنود لبنانيين عند نقطة تفتيش عسكرية في وادي البقاع حيث قُتل جنديان ومات ثالث في المستشفى. ثم فر المسلحون عبر الحدود إلى سوريا. ثلاثة مشتبه بهم بينهم سوري ولبناني تم اعتقالهم فيما بعد.

## هجمات بعلبك
تم إطلاق أكثر من عشرة صواريخ وقذائف هاون من سوريا على منطقة بعلبك التي تعد معقلاً لحزب الله. ويشتبه المتمردون بسبب إطلاقهم من المناطق التي يسيطر عليها المتمردون.
ذُكر أن 12 متمردا سوريا على الأقل قتلوا في عين الجوزة في كمين نصبه حزب الله في 2 يونيو 2013 
تم اختطاف ثلاثة مواطنين سوريين في مدينة بعلبك في سيرين في 4 يونيو 2013.

## اشتباكات وسط طرابلس
في 6 يونيو 2013 اشتبك أعضاء من الحزب السوري القومي الاجتماعي مع السلفيين في طرابلس مما أسفر عن مقتل شخص وجرح سبعة.
في 9 يونيو أُطلقت صواريخ وقذائف من الجانب السوري من الحدود وأصابت عدة مبان في منطقة عكار في لبنان. إطلاق نار على طريق العبودية - المنز السريع. كثف الجيش اللبناني وجوده في شارع سوريا مع استمرار القتال في وسط طرابلس وقتل تسعة أشخاص منذ الأسبوع الماضي.

## الاشتباكات قرب السفارة الإيرانية
في 9 يونيو 2013 قُتل شخص وأصيب 11 آخرون بعد أن فتح مسلحون مؤيدون لحزب الله النار على المتظاهرين المناهضين لحزب الله من حزب الإنتماء. وقد حدد مسؤولو الأمن اللبنانيون القتيل باسم هاشم سلمان من حزب الانتماء وهي منظمة سياسية شيعية تعارض حزب الله.

## هجمات عرسال
في 12 يونيو 2013 تم الإبلاغ عن قيام مروحية تابعة للجيش السوري بإطلاق صواريخ على بلدة عرسال مما أسفر عن إصابة عدد من الأشخاص.
في 16 يونيو قُتل أربعة رجال شيعة من قرى مجاورة أثناء قيادتهم في عرسال. اثنان من القتلى كانوا من عشيرة جعفر.
اضطر مهرجان بعلبك الدولي إلى تغيير موقعه بسبب القتال في سوريا. خلال شهر يونيو 2013 وحده ضرب 18 صاروخًا وقذيفة هاون على مدينة بعلبك.

## معركة صيدا
في أوائل يونيو 2013 اندلعت اشتباكات في إحدى ضواحي صيدا بين القوات الموالية لحزب الله والشيخ أحمد الأسير وقوات  الجيش اللبناني المنتشرة في منطقة القتال.
في 23 يونيو 2013 اندلع قتال عنيف بين الجيش اللبناني ومسلحين موالين للأسير. تعرض الجيش لإطلاق النار في مخيم عين الحلوة.
في اليوم التالي شن الجيش اللبناني حملة على الميليشيا الموالية للأسير في صيدا. تم تدمير ما لا يقل عن أربع ناقلات جنود مدرعة وعدة مركبات عسكرية. استولى كوماندوز الجيش اللبناني على مجمع يسيطر عليه مسلحون موالون للشيخ الأسير. وبحسب ما ورد فر الأسير من المجمع بعد فترة وجيزة من اقتحام الجيش للمباني التي سيطر عليها الجيش تدريجياً على مدار اليوم. كان أحمد الأسير لا يزال طليقًا مع إصدار أوامر للجيش بالقبض عليه أو قتله بعد اتهامه بقتل الجنود بدم بارد. وتم القبض على 62 من أتباعه.
بشكل عام، مات 50 شخصًا على الأقل خلال القتال. بينهم 17-18 جنديًا و 25-40 مسلحًا  وأربعة من مقاتلي حزب الله  قتلوا. وقُتل مدنيان  بينهم حارس شخصي لرجل دين. وأصيب 100-128 جنديًا لبنانيًا و 60 مسلحًا مؤيدًا للأسير وأكثر من 50 مدني و 15 من مقاتلي حزب الله.

## انفجار بيروت يوليو 2013
في 9 يوليو 2013 انفجرت سيارة مفخخة في ضاحية معقل حزب الله في جنوب بيروت مما أسفر عن إصابة 53 شخصًا. واعتبر الهجوم في اليوم الأول من شهر رمضان بمثابة امتداد للطائفية من سوريا بين المسلمين السنة والمسلمين الشيعة.

## الهجوم على قافلة حزب الله
في 16 يوليو 2013 استُهدفت قافلة من حزب الله بالقرب من الحدود السورية بالقصف. أسفر الهجوم عن مقتل أحد أعضاء حزب الله وجرح ثلاثة. أعلنت جماعة مرتبطة بتنظيم القاعدة بالمسؤولية.

## مخطط جنوب بيروت الإرهابي
في يوليو / تموز 2013 تم احباط مخطط إرهابي تابع لتنظيم القاعدة في سوريا وهو تنظيم تابع للمتمردين السوريين والذي تضمن استخدام ما يصل إلى 7 أطنان من المتفجرات التي تستهدف ضواحي بيروت الجنوبية التي يسيطر عليها حزب الله فضلاً عن الهجمات الانتحارية بعد تحذيرات مخابراتية مفصلة من وكالة المخابرات المركزية الأمريكية. تم نقلها إلى مسؤولين أمنيين لبنانيين.

## انفجار بيروت أغسطس 2013
في 15 أغسطس 2013 انفجرت سيارة مفخخة في بيروت مما أسفر عن مقتل سبعة وعشرين شخصًا وإصابة أكثر من مائتي شخص. وكانت الجماعة الإسلامية عائشة أم المؤمنين المعروفة أيضًا باسم كتائب عائشة مسؤولة عن الانفجار. كانت السيارة المفخخة مخصصة لتفجير معقل حزب الله.

## تفجيرات طرابلس أغسطس 2013
في 23 أغسطس 2013 تسبب تفجيران مزدوجان في طرابلس في أضرار جسيمة بحياة حوالي 47 شخصًا وجرح أكثر من 500 وفقًا لوكالة الأنباء الوطنية اللبنانية.

## الهجوم الجوي على عرسال نوفمبر 2013
في 14 تشرين الثاني / نوفمبر 2013 عبرت مروحيتان تابعتان للجيش السوري الحدود إلى لبنان وأطلقت ما مجموعه تسعة صواريخ في هجوم على ضواحي عرسال السكنية.

## قصف السفارة الإيرانية نوفمبر 2013
في 19 نوفمبر 2013 فجر انتحاريان أنفسهما أمام السفارة الإيرانية في بيروت مما أدى إلى مقتل 23 شخصًا على الأقل وإصابة أكثر من 160 آخرين. وأعلنت إحدى الجماعات التابعة للقاعدة والمعروفة باسم كتائب عبد الله عزام مسؤوليتها عن الهجوم.

## اغتيال حسن اللقيس ديسمبر 2013
في 4 كانون الأول / ديسمبر 2013 اغتيل القائد العسكري البارز لحزب الله حسن اللقيس في جنوب بيروت بعد أن أطلق مسلحون النار عليه بمسدسات صغيرة مزودة بكاتم للصوت. أعلنت جماعة متمردة سنية لبنانية تطلق على نفسها «كتائب أهل السنة الحرة في بعلبك» مسؤوليتها عن القتل ووصفت اللقيس بأنه «مهندس مذبحة القصير».

## اشتباكات22 ديسمبر 2013
في 23 ديسمبر 2013 قيل إن 32 مسلحًا من جبهة النصرة على الأقل قتلوا في شرق لبنان في 22 ديسمبر في كمين نصبه حزب الله. كما قُتل عضو من الجماعة اللبنانية في القتال الذي تلا ذلك. كان هذا الحدث أحد أكثر المواجهات دموية بين المعارضة السورية (جبهة النصرة) والقوات الموالية لسوريا (حزب الله) داخل لبنان منذ بداية الصراع السوري.

## اغتيال محمد شطح ديسمبر 2013
في 27 ديسمبر 2013،  انفجرت سيارة مفخخة في موكب وزير المالية اللبناني السابق والسفير لدى الولايات المتحدة محمد شطح  في المنطقة الوسطى في بيروت. أسفر التفجير عن مقتل ثمانية أشخاص وإصابة سبعين آخرين.

## انفجار 2 يناير 2014
في 2 كانون الثاني / يناير 2014 انفجرت سيارة مفخخة في حي حارة حريك في بيروت والتي تعتبر معقلاً لحزب الله. قتل 5 أشخاص على الأقل في القصف.

## قصف الهرمل 16 يناير 2014
في 16 يناير 2014 فجر انتحاري مشتبه به سيارة مفخخة في معقل حزب الله الشيعي في الهرمل. قُتل ما لا يقل عن 3 أشخاص بمن فيهم الانتحاري وأصيب 26 آخرون في الانفجار.

## الهجمات الصاروخية 17 يناير 2014
في 17 كانون الثاني (يناير) 201، أي بعد يوم واحد من انفجار السيارة المفخخة أصابت الصواريخ مدينة الهرمل دون وقوع إصابات. أصاب هجوم صاروخي آخر عرسال مما أسفر عن مقتل سبعة أشخاص وإصابة 15 آخرين.

## انفجار المركز الثقافي الإيراني 19 فبراير 2014
في 19 فبراير 2014 ضرب هجومان انتحاريان المركز الثقافي الإيراني في بيروت مما أدى إلى مقتل سبعة أشخاص على الأقل. من بين القتلى بالإضافة إلى الانتحاريين أربعة مدنيين وضابط عسكري واحد. وأعلنت كتائب عبد الله عزام المرتبطة بالقاعدة مسؤوليتها عن الهجوم.

## اغتيال طرابلس20 فبراير 2014
في 20 فبراير 2014 تم إطلاق النار على عبد الرحمن دياب مسؤول الحزب العربي الديمقراطي في سيارته في طرابلس.

## اشتباكات مارس 2014
خلال شهر مارس ازداد القتال بين الفصائل بشكل كبير، 
في 23 مارس 2014 قُتل شخص في اشتباكات بين السلفيين وحزب الحركة العربية وهي جماعة سنية مؤيدة للأسد.

## معركة عرسال أغسطس 2014
في 2 آب / أغسطس 2014 اشتبك الجيش اللبناني مع مسلحين سوريين في بلدة عرسال مما خلف أكثر من مائة قتيل من كلا الجانبين  وبدأت مرحلة جديدة من المأساة.